# Kirche eigenen Rechts
Als Kirche eigenen Rechts (ecclesia sui iuris) – im CIC bis 2016 Rituskirche (ecclesia ritualis) genannt – werden die 24 autonomen („ihrem eigenen Recht folgenden“) Kirchen bezeichnet, die gemeinsam die eine römisch-katholische Kirche bilden. Dazu gehören die lateinische Kirche (Westkirche) sowie die 23 katholischen Ostkirchen. Die verfügte Umbenennung verfolgt den Zweck, die Eigenberechtigung dieser Kirchen nicht auf die Liturgie („Ritus“) einzuschränken oder zu konzentrieren.
Äußeres Merkmal der Zugehörigkeit zur römisch-katholischen Kirche ist die Anerkennung des päpstlichen Primats, das heißt der geistlichen und juristischen Leitungsfunktion in der Kirche durch den römischen Papst. Dieser übt jedoch prinzipiell nur über die lateinische Kirche patriarchale Gewalt aus. Die patriarchalen und großerzbischöflichen Ostkirchen haben jeweils eigene Patriarchen oder Großerzbischöfe mit eigener Jurisdiktion als Oberhaupt.

## Teilkirchen
Die Katholischen Ostkirchen gehören zu mehreren Ritenfamilien; die meisten folgen dem Byzantinischen Ritus. In der lateinischen Kirche ist der Römische Ritus vorherrschend.
Nach dem Annuario Pontificio gibt es in der römisch-katholischen Kirche die folgenden Teilkirchen und Riten:

### Lateinische Kirche
Die lateinische Kirche bildet die größte und bedeutendste Teilkirche mit 2664 Bischofssitzen und 235 Partikularkirchen ohne Bischofssitz. Der Papst ist als Bischof und Metropolit von Rom das Oberhaupt der lateinischen Kirche. Zu dieser gehören außerdem rund 200 Kardinäle und 4800 Bischöfe.

#### Lokale Riten
Neben dem vorherrschenden römischen Ritus existieren auch vereinzelt weitere Riten nach lokalen Traditionen, die mit dem römischen mehr oder minder eng verwandt sind. Davon haben die meisten überwiegend historische Bedeutung und werden heute nur noch eingeschränkt begangen. Diese Lokaltraditionen bilden allerdings keine verschiedenen Ecclesiae sui iuris innerhalb der lateinischen Kirche.
- Ambrosianischer Ritus (Kirchenprovinz Mailand)
- Dominikanerritus
- Mozarabischer Ritus (Kirchenprovinz Toledo)
- Gallikanischer Ritus (Erzbistum Lyon)
- Ritus Bracarensis (Erzbistum Braga)
- Rite zaïrois: seit 1988 offiziell anerkannte Sonderform des Römischen Ritus in der Demokratischen Republik Kongo
- Römischer Ritus für Katholiken anglikanischer Tradition (Anglican Use): Wird in Pfarreien und den Personalordinariaten für Gläubige, die aus einer anglikanischen Tradition stammen, verwendet.

### Byzantinischer Ritus
Die Kirchen des byzantinischen Ritus werden zusammenfassend oft als griechisch-katholische Kirchen oder griechisch-uniert respektive byzantinisch-katholisch bezeichnet. Dass „griechisch“ den byzantinischen Ritus bezeichnet, hat historische Wurzeln in der Entwicklung der Ostkirchen aus den griechischsprachigen Urkirchen im Oströmischen Reich (in Unterscheidung zur „lateinischen“ Kirche des Weströmischen Reiches). Es verbreitet sich auch, nur von „ukrainisch-katholisch“, „ruthenisch-katholisch“ usw. zu sprechen, wie etwa in den amtlichen Regelungen zur Religionszugehörigkeit in Österreich.
Patriarchalische Kirche
- Melkitische griechisch-katholische Kirche (auch Melkitisch-katholische Kirche oder Rum-katholische Kirche genannt): Die im arabischen Raum des Nahen Ostens verbreitete patriarchale Kirche besteht aus 29 Jurisdiktionsbezirken.

Großerzbischöfliche Kirche
- Rumänische griechisch-katholische Kirche (auch Rumänisch-katholische Kirche genannt): Sie hat hauptsächlich in Siebenbürgen durch Kaiser Leopold I. seit 1693 Verbreitung gefunden und besteht aus sieben Diözesen.
- Ukrainische griechisch-katholische Kirche (auch Ukrainisch-katholische Kirche, Kyiver katholische Kirche genannt). Die größte Ostkirche des byzantinischen Ritus entstand durch die Union von Brest von 1595/96. Sie besteht aus 26 Diözesen mit Bischofssitz und sechs Partikularkirchen ohne Bischofssitz.

Metropolitankirche
- Ruthenische griechisch-katholische Kirche (auch Ruthenische Kirche genannt): Entstand durch die Union von Mukatschewe 1646 mit Hauptsitz in Uschhorod, ist aber überwiegend in der Diaspora in den Vereinigten Staaten verbreitet. Sie besteht aus fünf Diözesen mit Bischofssitz und dem Apostolischen Exarchat Tschechien.
- Slowakische griechisch-katholische Kirche (auch Slowakisch-katholische Kirche genannt): Entstand aus der Ruthenischen griechisch-katholischen Kirche[3] und besteht aus vier Diözesen.
- Ungarische griechisch-katholische Kirche (auch Ungarisch-katholische Kirche genannt; entstand aus der Ruthenischen griechisch-katholischen Kirche, in Aufbau)[3]

Kirche mit eigener Hierarchie
- Bulgarische griechisch-katholische Kirche (auch Bulgarisch-katholische Kirche genannt): besteht nur aus der Eparchie Hl. Johannes XXIII. in Sofia, der rund 10.000 Gläubige angehören.
- Griechische Griechisch-katholische Kirche (griechisch-katholisch im engeren Sinne)[2] entstand 1859 und 1860 durch die Union von Konstantinopel, Thrakien und Makedonien im Osmanischen Reich. Sie besteht aus dem Apostolischen Exarchat Griechenland und dem quasi erloschenen Apostolischen Exarchat Istanbul in der Türkei.
- Italo-albanische Kirche: Die nie von Rom getrennte Kirche in Italien besteht aus der Territorialabtei Santa Maria di Grottaferrata, der Eparchie Lungro und der Eparchie Piana degli Albanesi.

aus der Griechisch-Katholischen Kirche im ehemaligen Jugoslawien entstanden (begründet 1777 in Slawonien, und derzeit in Aufbau):
- Byzantinische Kirche in Kroatien und Serbien: Entstand am 21. November 1611 durch die Errichtung der Eparchie Marča und besteht heute aus der kroatischen Eparchie Križevci (gegründet 1777; Pfarreien in Kroatien, Bosnien und Herzegowina und Slowenien) und der serbischen Eparchie Sankt Nikolaus Ruski Krstur (entstand aus der Ruthenischen griechisch-katholische Kirche, 2003 Apostolisches Exarchat Serbien und Montenegro, am 19. Januar 2013 wurden alle griechischen Katholiken in Montenegro in die Römisch-katholische Kirche in Montenegro integriert, so dass die Zuständigkeit des Apostolischen Exarchats Serbien und Montenegro auf Serbien beschränkt wurde; 2013 Apostolisches Exarchat Serbien, 2018 Eparchie Sankt Nikolaus Ruski Krstur)
- Mazedonische griechisch-katholische Kirche (entstand 1881 aus der Bulgarischen griechisch-katholische Kirche, 2001 Apostolisches Exarchat Mazedonien, 2018 zur Eparchie Mariä Verkündigung Strumica-Skopje erhoben)

Kirche ohne eigene Hierarchie
Die folgenden stellen keine Teilkirchen im engeren Sinne dar, da für sie keine eigene Hierarchie eingerichtet wurde. Dennoch bilden sie jeweils eine besondere Ritengemeinschaft.
- Byzantinische Kirche in Kasachstan und Zentralasien: Mit der Errichtung der Apostolischen Administratur Kasachstan und Zentralasien für die Gläubigen des byzantinischen Ritus am 1. Juni 2019 erhielt die Seelsorge in Kasachstan und Zentralasien eine neue jurisdiktive Struktur.
- Russische griechisch-katholische Kirche: Sie wird zwar im Annuario Pontificio genannt, es gibt aber weder bestellte Seelsorger noch eine Anzahl der Gläubigen[4] (Apostolisches Exarchat für die Katholiken des byzantinischen Ritus in Russland, 1917 gegründet und Apostolisches Exarchat für die Russen des byzantinischen Ritus und alle Katholiken eines orientalischen Ritus in China, 1928).
- Belarussische Griechisch-Katholische Kirche (entsteht seit 1991 aus der Ukrainischen Griechisch-katholische Kirche; Papst Franziskus errichtete am 30. März 2023 die Apostolische Administratur für die Gläubigen des byzantinischen Ritus in Belarus)

ehemalige Kirche
- Albanische griechisch-katholische Kirche[3]: 1992 begründet besteht sie nur aus der Apostolischen Administratur Südalbanien, in der aber überwiegend lateinische Geistliche und der lateinische Ritus anzutreffen sind.
- Georgische griechisch-katholische Kirche (auch Georgisch-katholische Kirche genannt) bestand nur für kurze Zeit und ist in der lateinischen Kirche in Georgien aufgegangen.

### Alexandrinischer Ritus
Die Kirchen des Alexandrinischen Ritus sind aus dem Patriarchat von Alexandrien hervorgegangen.
Patriarchalische Kirche
- Koptisch-katholische Kirche (koptischer Ritus)

Metropolitankirche
- Äthiopisch-katholische Kirche (äthiopischer Ritus)
- Eritreisch-Katholische Kirche (äthiopischer Ritus, errichtet 2015)

### Westsyrischer (antiochenischer) Ritus
Die Kirchen des Westsyrischen oder antiochenischen Ritus sind aus dem Patriarchat von Antiochien hervorgegangen.
Patriarchalische Kirche
- Syrisch-katholische Kirche
- Maronitische Kirche (auch syrisch-maronitische Kirche oder maronitisch-katholische Kirche)

Großerzbischöfliche Kirche
- Syro-malankarische katholische Kirche

### Ostsyrischer (chaldäischer) Ritus
Die Kirchen des Ostsyrischen oder chaldäischen Ritus sind aus dem Katholikat von Seleukia-Ktesiphon hervorgegangen.:
Patriarchalische Kirche
- Chaldäisch-katholische Kirche (Chaldäische Kirche, entstand ab dem 16. Jh. als Abspaltung aus der Apostolische Kirche des Ostens (Nestorianer))

Großerzbischöfliche Kirche
- Syro-malabarische Kirche (auch Syro-malabar-katholische Kirche)

### Armenischer Ritus
Dem Armenischen Ritus folgt:
Patriarchalische Kirche
- Armenisch-katholische Kirche